# Aedes quasiferinus
Aedes quasiferinus är en tvåvingeart som beskrevs av Mattingly 1961. Aedes quasiferinus ingår i släktet Aedes och familjen stickmyggor. Inga underarter finns listade i Catalogue of Life.